# Jonas Bendiksen

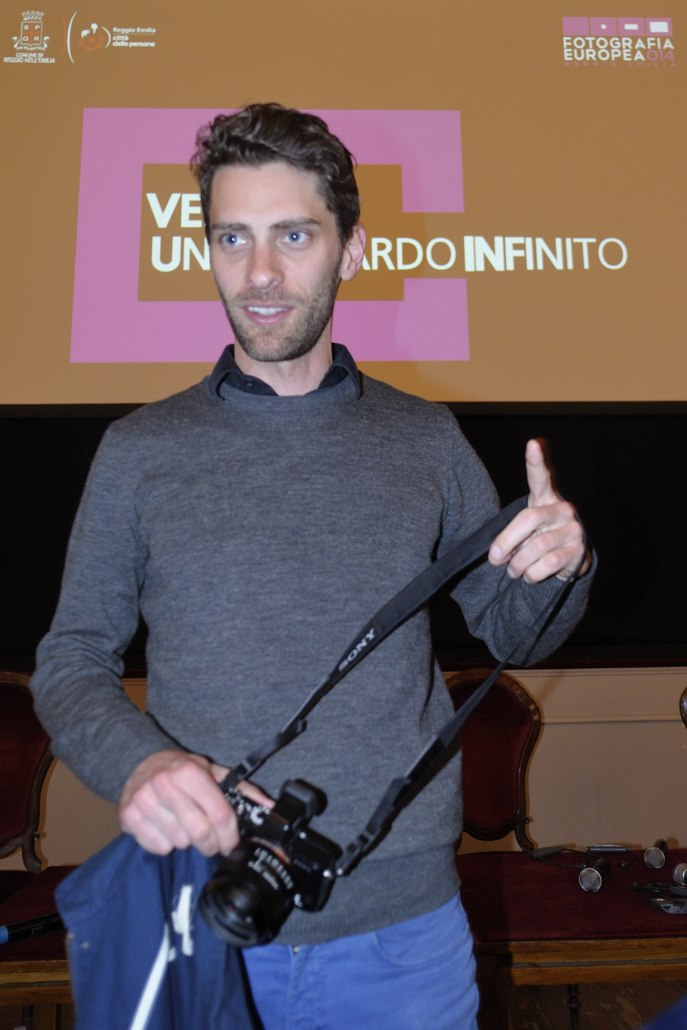
Jonas Bendiksen, 2014

Jonas Bendiksen (* 8. September 1977 in Tønsberg) ist ein norwegischer Fotojournalist.
Im Alter von 19 Jahren begann Bendiksen ein Praktikum beim Londoner Büro der Fotografen-Agentur Magnum, um bald darauf selbst eine Karriere als Fotograf einzuschlagen. Sieben Jahre lang bereiste er die Randstaaten der ehemaligen Sowjetunion, darunter Abchasien, Usbekistan, Kasachstan, Moldawien, Transnistrien, Sibirien und den Kaukasus. Aus den Fotografien dieser Reise entstand sein erster Bildband Satellites, der 2006 bei Aperture erschienen ist.
Bendiksens bekanntestes Foto ist das von Schrottsammlern, die in einer surreal anmutenden Szene in der kasachischen Steppe niedergegangene Raketenteile zerlegen.
2007 hat er mehrere Monate in den Slums von Nairobi, Mumbai, Jakarta und Caracas verbracht. Das Buch So leben wir – Menschen am Rande der Megacitys über seine Auslandsreisen ist im August 2008 erschienen.
2021 sorgte Bendiksen mit dem Band The Book of Veles für Aufsehen. Er präsentierte auf dem wichtigsten Festival für Foto-Journalismus eine Bildstudie der nordmazedonischen Kleinstadt Veles und gab nachträglich bekannt, dass es sich bei seinen eingereichten Fotos um Fälschungen – mit Hilfe von synthetischer Bildproduktion – handeln würden.
Seine Fotografien erschienen unter anderem in den Zeitschriften National Geographic, Geo, mare, The Sunday Times Magazine und Newsweek.
Er trat Magnum 2004 bei und ist seit 2008 vollwertiges Mitglied.
Bendiksens journalistisches Credo: „Ich arbeite an Geschichten, die im täglichen Rennen um die Schlagzeilen zu kurz kommen. Journalistische Waisenkinder. Häufig lauern die lohnendsten und überzeugendsten Motive in den versteckten Geschichten, die kaum je Aufmerksamkeit erwecken.“

## Bücher
- Satellites: Photographs from the Fringes of the Former Soviet Union, Aperture 2006, ISBN 159-7-11023-X
- So leben wir – Menschen am Rande der Megacitys, Knesebeck 2008, ISBN 978-3-89660-587-0
- The Book of Veles, GOST Books 2021, ISBN 978-1-91040-161-3